# Perzekuce laiků litoměřické diecéze
O perzekvovaných laicích litoměřické diecéze můžeme mluvit v období komunistické totality v Československu v období 1948-1989.

## Historie
Mezi perzekvovanými laiky patří spolupracovníci biskupa Štěpána Trochty a spolupracovníci kněží litoměřické diecéze, kteří byli veřejně aktivní. K laikům, kteří byli postihováni komunistickým režimem také patří řeholnice a řeholníci bez kněžského svěcení. Další početnou skupinou jsou laici, kteří byli aktivní v ČSL.
Proces Krutílek a spol byl první vlnou zatýkání laiků. Mezi obviněními bylo, že napomáhali zasílání „špionážních“ zpráv od biskupa Trochty přes jeho dřívějšího sekretáře P. Šmídla a později přes jeho sekretáře P. Františka Krutílka. Státní soud v Praze v tomto procesu odsoudil P. Šemíka Františka (24. 9. 1917) z Benešova nad Ploučnicí na 5 let, Kovalovou Marii (4. 8. 1911) z Litoměřic na 14 let, Horníkovou Marii (3. 1. 1913) z Ploskovic u Litoměřic na 10 let, Zbrojovou Marii (7. 9. 1910) z Mělníku na 10 let. Odsouzené ženy M.Kovalová, M.Horníková a M.Zbrojová dopravili několik zpráv do Prahy, kde přes Růženou Vackovou se dostali do zahraničí. Marie Jadrná byla zařazena do procesu Bárta Josef a spol a odsouzena.
Komunistický režim trestal aktivitu laiků, které spojovala Katolická akce a členství v ČSL. Bez trestu nezůstávala snaha laiků pomáhat perzekvovaným kněžím. Schůzky organizované na faře v Bohosudově a Holešově kněžími Karlem Šupou a Josef Hádkem byly vedeny zájmem o náboženské vzdělání, ale byly souzeny jako velezrada a vyzvědačství. Kauzu Jaroslav Mařák a spol. (Adámek Arnošt, Čermák Václav, Červený Jiří, Hromada Jan, Machek Jaroslav, Mařák Jaroslav, Stehlík Kliment) projednával KS v Ústí nad Labem ve dnech 17. a 18. listopadu 1954. Všichni obžalovaní byli uznáni vinnými ze spáchání trestného činu velezrady a kromě Machka a Adámka z trestného činu vyzvědačství.
Další skupina laiků byla vedena v trestním spisu jako Hádek a spol. (kněží Hádek Josef - 14 let a Šupa Karel - 8 let, laici Bambasová Marie - zproštěna, ale nakonec 2 roky, Lajka Karel - 14 let, Machač Josef - 3 roky, Pýchová Jiřina - 6 let. Většinou o KDS nevěděli a jejich proviněním byly návštěvy na faře a účast na exercicicih. Zatčeni byli v roce 1954. Hlavní líčení se skupinou Josef Hádek a spol. se konalo 9. února 1955. Kromě Bambasové všichni obžalovaníbyli souzeni za trestný čin velezrady. Karel Lajka byl navíc vyzvědačství a sabotáže. Schůzek na faře se účastnila také Lejčková Marie, která byla odsouzena za trestný čin sdružování proti republice.
Skupina Hugo Engelhart a spol. (Engelhart Hugo 16 let, Podhorný Václav 14 let, Machán Ludovít 11 let, Bumba Ladislav 9 let,Prokeš Jan 8 let, Spěvák Jan 3 roky, Bělohubý Josef 11 let) byla souzena za pomoc kněžím, poslouchání Svobodné Evropy a politickou aktivitu. Hlavní líčení proběhlo 2-3. srpna 1955.

### Seznam perzekvovaných laiků
- Adámek Arnošt
- Bambasová Marie
- Bělohubý Josef
- Bumba Ladislav
- Čermák Václav
- Červený Jiří
- Engelhart Hugo
- Horníková Marie, 10 roků, V-331, Krutílek a spol
- Hromada Jan
- Jadrná Marie
- Koval Josef
- Kovalová Marie, 14 roků vězení, V-331 Krutílek a spol, Krajský soud v Praze 20.3.1953
- Machek Jaroslav
- Lajka Karel
- Lejčková Marie
- Machač Josef
- Machán Ludovít
- Machek Jaroslav
- Mařák Jaroslav
- Pieschová Laura, 4 roky vězení, V-2061 Ústí nad Labem, Just Josef, Pieschová Laura
- Podhorný Václav
- Prokeš Jan
- Pýchová Jiřina
- Spěvák Jan
- Stehlík Kliment
- Zbrojová Marie, V-331 Krutílek a spol, Krajský soud v Praze 20.3.1953